# Mária Kovaříková
Mária Kovaříková, rozená Honzová, (* 17. prosince 1969 Třinec) je bývalá československá a česká reprezentantka v orientačním běhu. Je dvojnásobnou držitelkou bronzové medaile z mistrovství světa ve štafetovém závodě.

## Sportovní kariéra

### Umístění na MS a ME
| Mistrovství světa v orientačním běhu | Mistrovství světa v orientačním běhu | Mistrovství světa v orientačním běhu | Mistrovství světa v orientačním běhu |
| Rok                                  | Krátká                               | Klasika                              | Štafety                              |
| ------------------------------------ | ------------------------------------ | ------------------------------------ | ------------------------------------ |
| West Point 1993                      | 37. místo                            | 14. místo                            | 3. místo                             |
| Detmold 1995                         | 16. místo                            | 33. místo                            | 3. místo                             |
| Grimstad 1997                        | 20. místo                            |                                      | 10. místo                            |

| Mistrovství Evropy v orientačním běhu | Mistrovství Evropy v orientačním běhu | Mistrovství Evropy v orientačním běhu | Mistrovství Evropy v orientačním běhu |
| Rok                                   | Krátká                                | Klasika                               | Štafety                               |
| ------------------------------------- | ------------------------------------- | ------------------------------------- | ------------------------------------- |
| Sümeg 2002                            | 39. místo                             |                                       | 15. místo                             |

| Akademické mistrovství světa v orientačním běhu | Akademické mistrovství světa v orientačním běhu | Akademické mistrovství světa v orientačním běhu | Akademické mistrovství světa v orientačním běhu |
| Rok                                             | Krátká                                          | Klasika                                         | Štafety                                         |
| ----------------------------------------------- | ----------------------------------------------- | ----------------------------------------------- | ----------------------------------------------- |
| Aberdeen 1992                                   |                                                 | 27. místo                                       | 1. místo                                        |
| Fiesch 1994                                     | 21. místo                                       | 17. místo                                       | 2. místo                                        |
| Veszprém 1996                                   |                                                 | 16. místo                                       | 1. místo                                        |

### Umístění na MČSR
| Umístění na Mistrovství Československa v orientačním běhu | Umístění na Mistrovství Československa v orientačním běhu | Umístění na Mistrovství Československa v orientačním běhu | Umístění na Mistrovství Československa v orientačním běhu | Umístění na Mistrovství Československa v orientačním běhu | Umístění na Mistrovství Československa v orientačním běhu | Umístění na Mistrovství Československa v orientačním běhu | Umístění na Mistrovství Československa v orientačním běhu |
| Ročník                                                    | Kategorie                                                 | Klasická trať                                             | Krátká trať                                               | Dlouhá trať                                               | Noční                                                     | Členství v klubu                                          |                                                           |
| --------------------------------------------------------- | --------------------------------------------------------- | --------------------------------------------------------- | --------------------------------------------------------- | --------------------------------------------------------- | --------------------------------------------------------- | --------------------------------------------------------- | --------------------------------------------------------- |
| MČSR 1984                                                 | D15 – mladší dorostenky                                   | 10. místo                                                 |                                                           |                                                           |                                                           | TJ TŽ Třinec                                              |                                                           |
| MČSR 1985                                                 | D15 – mladší dorostenky                                   | 11. místo                                                 |                                                           |                                                           |                                                           | TJ TŽ Třinec                                              |                                                           |
| MČSR 1986                                                 | D17 – starší dorostenky                                   | 6. místo                                                  |                                                           | 8. místo                                                  |                                                           | TJ TŽ Třinec                                              |                                                           |
| MČSR 1987                                                 | D17 – starší dorostenky                                   | 5. místo                                                  |                                                           | 3. místo                                                  |                                                           | TJ TŽ Třinec                                              |                                                           |
| MČSR 1988                                                 | D19 – juniorky                                            | 5. místo                                                  |                                                           | 1. místo                                                  |                                                           | TJ TŽ Třinec                                              |                                                           |
| MČSR 1989                                                 | D19 – juniorky                                            | 1. místo                                                  |                                                           | 1. místo                                                  |                                                           | TJ TŽ Třinec                                              |                                                           |
| MČSR 1990                                                 | D19 (21) – ženy                                           |                                                           | 7. místo                                                  |                                                           |                                                           | Slezská univerzita Ostrava                                |                                                           |
| MČSR 1990                                                 | D21 – ženy                                                | 11. místo                                                 |                                                           | 1. místo                                                  |                                                           | Slezská univerzita Ostrava                                |                                                           |
| MČSR 1991                                                 | D19 (21) – ženy                                           | 13. místo                                                 | 11. místo                                                 | 3. místo                                                  |                                                           | Slezská univerzita Ostrava                                |                                                           |
| MČSR 1992                                                 | D19 (21) – ženy                                           | 11. místo                                                 | 8. místo                                                  | 3. místo                                                  |                                                           | Slezská univerzita Ostrava                                |                                                           |

### Umístění na MČR
| Umístění na Mistrovství České republiky v orientačním běhu | Umístění na Mistrovství České republiky v orientačním běhu | Umístění na Mistrovství České republiky v orientačním běhu | Umístění na Mistrovství České republiky v orientačním běhu | Umístění na Mistrovství České republiky v orientačním běhu | Umístění na Mistrovství České republiky v orientačním běhu | Umístění na Mistrovství České republiky v orientačním běhu | Umístění na Mistrovství České republiky v orientačním běhu |
| Ročník                                                     | Kategorie                                                  | Klasická trať                                              | Krátká trať                                                | Sprint                                                     | Dlouhá trať                                                | Noční                                                      | Členství v klubu                                           |
| ---------------------------------------------------------- | ---------------------------------------------------------- | ---------------------------------------------------------- | ---------------------------------------------------------- | ---------------------------------------------------------- | ---------------------------------------------------------- | ---------------------------------------------------------- | ---------------------------------------------------------- |
| MČR 1993                                                   | D21 – ženy                                                 | 4. místo                                                   | 4. místo                                                   |                                                            |                                                            |                                                            | Slezská univerzita Ostrava                                 |
| MČR 1994                                                   | D21 – ženy                                                 | 2. místo                                                   |                                                            |                                                            | 1. místo                                                   |                                                            | Slezská univerzita Ostrava                                 |
| MČR 1995                                                   | D21 – ženy                                                 | 4. místo                                                   | 2. místo                                                   |                                                            |                                                            | 2. místo                                                   | Slezská univerzita Ostrava                                 |
| MČR 1996                                                   | D21 – ženy                                                 | 17. místo                                                  |                                                            |                                                            | 5. místo                                                   | 3. místo                                                   | Slezská univerzita Ostrava                                 |
| MČR 1997                                                   | D21 – ženy                                                 | 6. místo                                                   | 10. místo                                                  |                                                            | 1. místo                                                   | 2. místo                                                   | TJ TŽ Třinec                                               |
| MČR 1998                                                   | D21 – ženy                                                 | 8. místo                                                   |                                                            |                                                            | 3. místo                                                   |                                                            | TJ TŽ Třinec                                               |
| MČR 1999                                                   | D21 – ženy                                                 | 4. místo                                                   |                                                            | 6. místo                                                   | 4. místo                                                   |                                                            | TJ TŽ Třinec                                               |
| MČR 2000                                                   | D21 – ženy                                                 |                                                            |                                                            |                                                            | 11. místo                                                  | 1. místo                                                   | TJ TŽ Třinec                                               |
| MČR 2001                                                   | D21 – ženy                                                 |                                                            |                                                            | 4. místo                                                   |                                                            |                                                            | TJ TŽ Třinec                                               |
| MČR 2002                                                   | D21 – ženy                                                 | 7. místo                                                   |                                                            | 4. místo                                                   | 1. místo                                                   | 4. místo                                                   | TJ TŽ Třinec                                               |
| MČR 2003                                                   | D21 – ženy                                                 |                                                            | 13. místo                                                  | 9. místo                                                   |                                                            | 5. místo                                                   | TJ TŽ Třinec                                               |
| MČR 2005                                                   | D21 – ženy                                                 |                                                            | 2. místo                                                   | 15. místo                                                  |                                                            |                                                            | TJ TŽ Třinec                                               |
| MČR 2006                                                   | D21 – ženy                                                 |                                                            |                                                            |                                                            |                                                            | 9. místo                                                   | TJ TŽ Třinec                                               |